# 渡良瀬橋 (曲)
「渡良瀬橋／ライター志望」（わたらせばし／ライターしぼう）は、森高千里が発表した17枚目のシングル。1993年1月25日に発売された。

## 解説

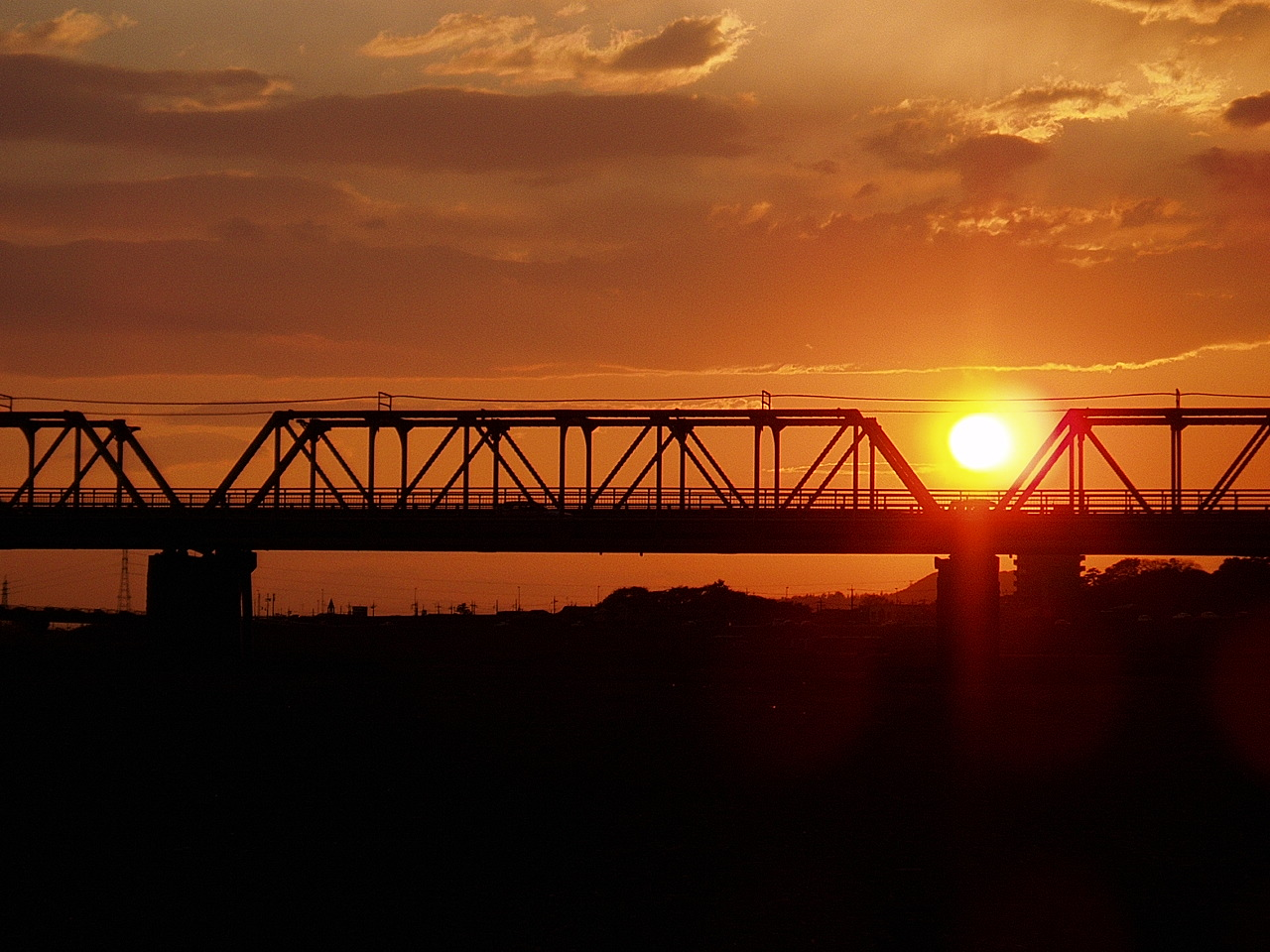
渡良瀬橋に沈む夕日（2007年4月28日撮影）

「渡良瀬橋」は、森高が発表したシングルで初めて自ら楽器演奏（ドラムスなど）を行った楽曲である。渡良瀬橋で夕日を見ながら別れた人を思い出す、という内容である。
この曲はテレビ番組『いい旅・夢気分』のテーマ曲として使用された。
1993年1月25日にワーナーミュージックジャパンより発売。
同年4月25日にダブリューイーエー・ジャパンより発売されたシングルカセット版「私の夏」（規格品番:WPSL-4346）では、表題曲がカップリングされた。
1998年5月21日には、zetimaよりアルバム『LUCKY 7』と共に再発売。
2012年からは、YouTubeの森高千里公式チャンネルにおいて、表題曲のPVや、同曲の製作時・製作後の反応等を語った関連動画等が公開されている。
カップリングの「ライター志望」は長らくアルバムに収録されていなかったが、2012年に発売されたベストアルバム『ザ・シングルス』に収録された。

### 背景
森高が1993年に新曲を制作する際に、特にイメージが湧かずに困っていた折に、橋の詞を作ることにし地図を広げ「言葉の響きの美しい川や橋」を探し、「渡良瀬川」という文字が気に入った。森高は1989年に足利工業大学でライブを行っており、大学のある足利市内に渡良瀬橋という橋があることが分かり、その後、現地を再訪して橋の周辺を散策し、そのイメージを使って詞を書いた。なお、歌詞中の「渡良瀬川の河原」は、この橋の南側から下った河原で、森高は、川の流れを見ていた時に風がとても冷たかったので、そのまま歌詞にした旨を語っている。

### 反響
森高は、リリース直後に足利市役所からレコード会社に「この曲の渡良瀬橋は足利市の渡良瀬橋か？」と問い合わせが来た際、「足利にも住んだことのない熊本出身者がわかったふうなことを書くな！」と叱責を受けるかと思い、少し反省した旨を語る。
1993年に足利市民会館でライブを行った際、アンコールでこの曲を歌ったところ、場内から自然と大合唱が起こり、森高が感極まって涙する場面もあった。

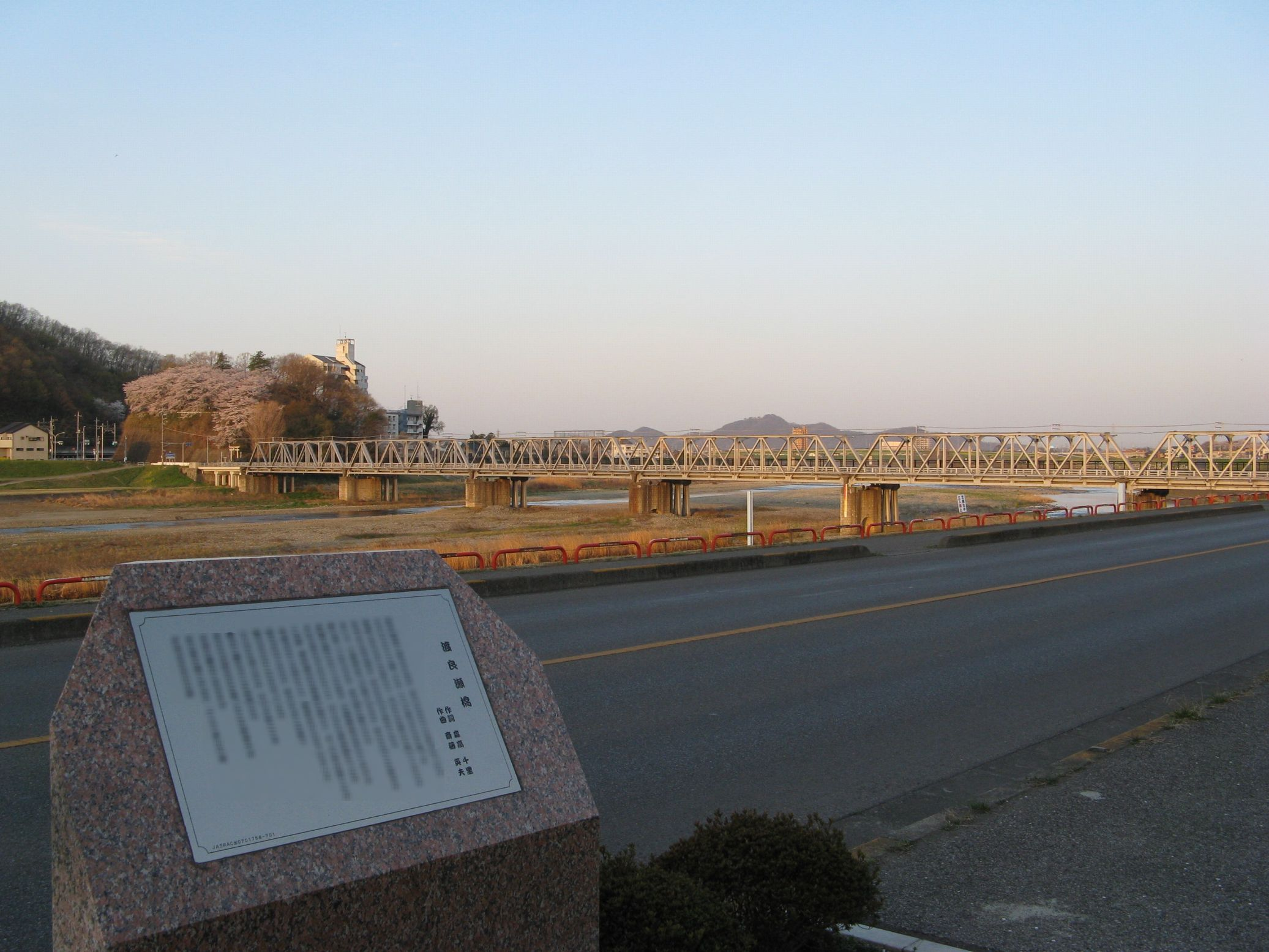
渡良瀬橋付近に建てられた歌碑

この曲のヒットを受けて、森高は足利市から感謝状を贈られた。また2007年には渡良瀬橋と夕日が共に見える場所に歌碑が建立された。
2015年7月24日には森高が足利市より「あしかが輝き大使」に任命され、同時に、表題曲が、この橋の最寄り駅である東武鉄道の東武伊勢崎線足利市駅に列車接近メロディーとして、またJR東日本の両毛線足利駅に発車メロディとして採用された。

### 歌詞における実在の場所
表題曲の歌詞には渡良瀬橋以外にも実在の場所が登場する。
歌詞に現れる「八雲神社」と同名の神社は足利市内に複数あるが、森高は、これは響きがメロディに合うため選んだもので、いずれの八雲神社も歌詞中のものに該当するものであり、また、八雲神社に限らず馴染みの神社を思い浮かべて当楽曲を聴いてほしい旨を語っている。なお、渡良瀬橋に最も近いのは、北詰より徒歩約5分に位置する通5丁目の神社であるが、プロモーションCDでは、西へ1km程離れた緑町1丁目の神社（足利公園に隣接する）が示されており、この神社が火災に遭った際には、森高は200万円余りを再建のために寄付している。

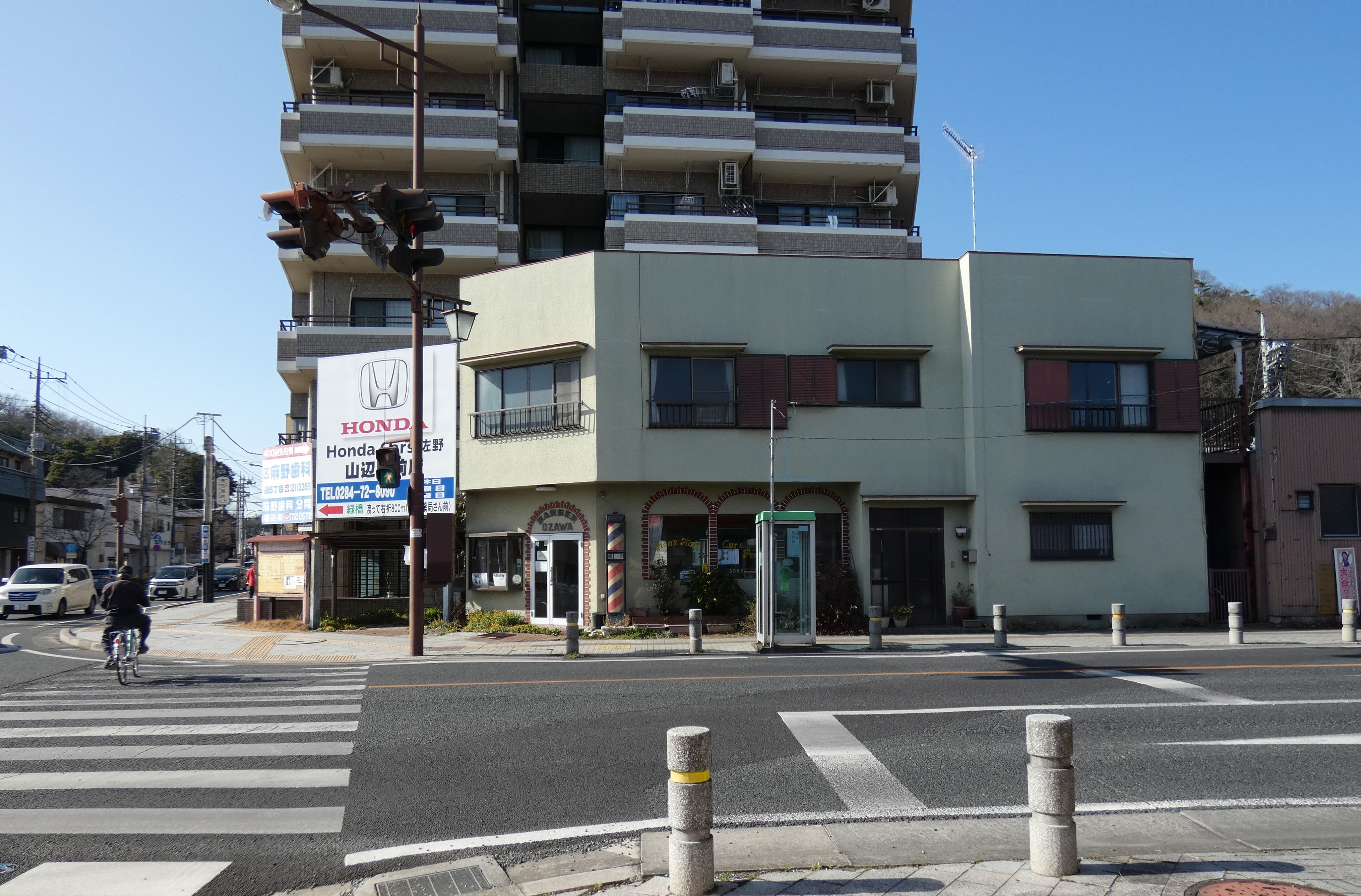
歌詞に現れる床屋と電話ボックス（2020年）

歌詞中の「床屋の角にぽつんとある公衆電話」も足利公園近くに実在する。この公衆電話は、利用者の減少によりNTT東日本が撤去対象としていたが、市側の要望で撤去が回避された。

## 収録曲
全曲 作詞：森高千里、作曲・編曲：斉藤英夫
1. 渡良瀬橋
  - テレビ東京系『いい旅・夢気分』エンディングテーマ
2. ライター志望
  - テレビ朝日系『クイズ!純粋男女交遊』エンディングテーマ

## 2017年完全版

### 内容
デビュー30周年記念企画の第2弾として、1993年にリリースされた同楽曲の完全版として2017年11月15日にリリースされた。HDフォーマットに対応したBlu-rayと高音質ディスクUHQCDの2枚組仕様の通常盤及び、7インチアナログレコードが付属された完全初回生産限定版BOX仕様の2形態からなる。シングル作品としては2009年にリリースされた企画盤「雨 (as right as rain mix)/渡良瀬橋」以来となる。また、ワーナーミュージックからシングル作品をリリースされるのは1992年発売のシングル「私がオバさんになっても」以来25年振りであり、シングルに映像作品が付属されるのは本作が初めてとなる。
Blu-rayには、オリジナル版のミュージック・ビデオとメイキング映像や特典コンテンツなどが収録されている。同曲のミュージック・ビデオには当時、35ミリのフィルムで挑戦をしたのにもかかわらず、当時はあえて音楽のイメージを表現するため、粗い映像になるようにエフェクトをして編集されていたが、本作には35ミリのフィルムの本来の高画質映像を再編集し、HD化した映像をブルーレイで鮮明に再現した「渡良瀬橋 -MUSIC VIDEO 2017 (HD)-」と題して収録。また、オリジナル版のミュージック・ビデオと本編初公開となるオリジナル版のメイキング映像や森高自身の公式YouTubeチャンネルにて2012年6月5日より公開されている『「渡良瀬橋」と私』が収録されている。
CDには、同楽曲のオリジナル音源の2017年最新リマスタリング音源とセルフレコーディングを施した2017 Ver.の音源を初収録。なお、この音源は、今年1月から2月にかけて開催されたCOTTON CLUBでのライブにて披露されたバージョンをスタジオ音源として初めて収録されている。
なお、1993年当時のオリジナルジャケットとは異なり、完成オリジナルの新ジャケットが起用される。また、スペシャル・ブックレットや数々のレア写真や、『森高千里本人が語る「渡良瀬橋」解説 (仮)』が封入される。

### 収録曲

#### Disc-1 / Blu-ray
1. 渡良瀬橋 (オリジナルMUSIC VIDEO)
2. 渡良瀬橋 (オリジナルMUSIC VIDEO) -メイキング-
3. 渡良瀬橋 (MUSIC VIDEO 2017 -HD-)
4. 公式YouTube映像『渡良瀬橋と私』完全版 (HD)

#### Disc-2 / UHQCD (2017年最新デジタル・リマスター音源)[11]
1. 渡良瀬橋【2017Remaster】
2. 渡良瀬橋 (森高千里30周年記念Version)
3. 渡良瀬橋（オリジナル・カラオケ）【2017Remaster】[注釈 4][11]

#### Disc-3 / 7インチレコード (完全生産限定BOX盤のみ)
SIDE A
- 渡良瀬橋 (Original Version)

SIDE B
- 渡良瀬橋 (2017 Version)

## 演奏
- 森高千里 - 歌、ドラムス、リコーダー、ピアノ
- 斎藤英夫 - ベース、ギター、タンバリン、シンセサイザー

## カバー
| リリース   | アーティスト                   | 収録作品 | 備考 |
| ---------- | ------------------------------ | --- | --- |
| 1993.06.25 | 高山厳                         | * アルバム『心凍らせて』（ポリスター） * ベストアルバム『高山厳ベスト 心凍らせて〜夜明けの伝言〜』（アップフロントワークス、1995年11月25日）                             | |
| 1993.08.25 | 城之内早苗                     | * シングル「酔わせてよ今夜だけ」（ポリスター） | 表題曲「酔わせてよ今夜だけ」も森高千里の作詞・作曲。 |
| 1994.03.22 | 劉小慧（ウィニー・ラウ）       | * アルバム『改改』（ポリグラム） | 広東語カバー。同言語のタイトル「一起走到明天」。広東語詞：簡寧、編曲：方樹樑。 |
| 1999.02.20 | CHAKA                          | * アルバム『I Found Love』（ソニーレコード） | |
| 2003.11.19 | 優木まおみ                     | * ミニカバーアルバム『Real My Heart』（ネオプレックス） | |
| 2004.10.20 | 松浦亜弥                       | * シングル「渡良瀬橋」（アップフロントワークス） * アルバム『Click you Link me』（zetima、2010年11月24日）                                                               | 「松浦亜弥のシングル」の節を参照。『Click you Link me』収録版では森高千里がコーラスとリコーダーで参加。 |
| 2005.02.23 | 後藤真希                       | * アルバム『3rdステーション』（PICCOLO TOWN） | |
| 2007.06.06 | 紀敏佳                         | * 未発売 | 北京語カバー。同言語のタイトル「轉身的微笑」。中国・CITVC制作のテレビドラマ『愛情新呼吸』（台湾・中華電視公司、2007年6月6日～22日放送；中国・CCTV-1、2008年2月6日～17日放送）ED。                                            |
| 2007.11.21 | 河口恭吾                       | * カバーアルバム『君を好きだったあの頃』（日本クラウン） * コンピレーション・アルバム『J-POP ベストヒットカヴァー!!』（エイベックス・エンタテインメント、2008年3月19日） | |
| 2010.03.31 | 茉奈 佳奈                      | * アルバム『ふたりうた3』（Nayutawave Records） | |
| 2013.02.27 | カサリンチュ                   | * カリサンチュ+河野伸 アルバム『すーちゃん まいちゃん さわ子さん』（アリオラジャパン、同名映画のイメージアルバム+サウンドトラック）                                      | |
| 2013.03.13 | 井上昌己                       | * アルバム『回想録〜Calling 90's〜』（ワーナーミュージック・ジャパン）                                                                                                   | |
| 2014.11.12 | 梅原怜子 produced by Shin Kono | * デジタル配信「渡良瀬橋」（NICHION,INC.） * コンピレーション・アルバム『Sing! Sing! Sing! 1st Season』（キングレコード、2014年12月19日）                                | 2014年10月22日放送のオーディションバラエティ番組『Sing! Sing! Sing!』1st Season（TBS）での梅原怜子によるカバーを配信。同番組内でアレンジ・ピアノを担当した河野伸のプロデュースとして「梅原怜子 produced by Shin Kono」名義。 |
| 2015.01.21 | 城南海                         | * カバーアルバム『サクラナガシ』（ポニーキャニオン） | |
| 2015.08.26 | Voice of Mind                  | * アルバム『DREAMER's VIEW』（フライング・ハイ） | |
| 2017.12.20 | RiRiKA                         | * アルバム『テレビ東京系 「THEカラオケ★バトル」 BEST ALBUM III』（ポニーキャニオン）                                                                                     | |
| 2018.07.25 | ハンバートハンバート           | * アルバム『FOLK 2』（SPACE SHOWER MUSIC） | |
| 2019.01.23 | 海蔵亮太                       | * アルバム『Communication』（CROWN GOLD） | |
| 2020.02.26 | 津吹みゆ                       | * アルバム『笑顔いっぱい歌にのせて』（クラウンレコード） | |

## 松浦亜弥のシングル
「渡良瀬橋」（わたらせばし）は、松浦亜弥の15枚目のシングル。2004年10月20日に発売された。
「I LOVE YOUの続き」にはハロー!プロジェクト・キッズの中島早貴、鈴木愛理、萩原舞がコーラスで参加している。

### 収録曲（松浦亜弥盤）
1. 渡良瀬橋 [4:17]
作詞：森高千里　作曲：斉藤英夫　編曲：馬飼野康二
2. I LOVE YOUの続き [5:01]
作詞・作曲：つんく　編曲：平田祥一郎
3. 渡良瀬橋（Instrumental） [4:14]